# Leona (Kansas)
Leona es una ciudad ubicada en el condado de Doniphan en el estado estadounidense de Kansas. En el año 2010 tenía una población de 48 habitantes y una densidad poblacional de 240 personas por km².

## Geografía
Leon se encuentra ubicada en las coordenadas 39°47′9″N 95°19′20″O / 39.78583, -95.32222 (39.785798, -95.322158).

## Demografía
Según la Oficina del Censo en 2000 los ingresos medios por hogar en la localidad eran de $12,143 y los ingresos medios por familia eran $23,750. Los hombres tenían unos ingresos medios de $24,375 frente a los $11,250 para las mujeres. La renta per cápita para la localidad era de $8,211. Alrededor del 58.4% de la población estaban por debajo del umbral de pobreza.